# 狗河
狗河，位于中华人民共和国辽宁省葫芦岛市绥中县的一条河流，原名高儿河，后演变为沟儿河，取谐音为“狗河”。发源于加碑岩乡窝岭村大锥子山板石顶，蜿蜒向东南流，经秋子沟乡、明水满族乡姚家沟村、猴山水库、范家满族乡薛家村、钓鱼石村、网户满族乡大官帽村、凉水河村、朴家村、沙河镇狗河城村等地，最后于网户乡小前村前王虎屯东南注入渤海辽东湾。河流全长83.4千米，流域面积606平方千米，河道平均比降3.58‰，年均径流量1.35亿立方米。狗河流域经济以农业为主，上游是绥中白梨的主产区之一。